# IC 1092
IC 1092 је лентикуларна галаксија у сазвјежђу Волар која се налази на листи објеката дубоког неба у Индекс каталогу.
Деклинација објекта је + 9° 21' 32" а ректасцензија 15h 7m 36,0s. Привидна величина (магнитуда) објекта IC 1092 износи 13,8 а фотографска магнитуда 14,8. IC 1092 је још познат и под ознакама CGCG 77-15, NPM1G +09.0409, PGC 53998.